# Reixat de dos batents per a la Casa Vicens
Reixat de dos batents per a la Casa Vicens és una porta reixada de 235 × 254 × 28 cm feta per Antoni Gaudí i Cornet cap als anys 1883-1885, la qual es troba al Museu Nacional d'Art de Catalunya.

## Context històric i artístic
Els arquitectes de la fi del segle xix tornen a donar a la forja catalana, que havia assolit gran esplendor durant l'època medieval, el prestigi que li correspon a través de l'adequació dels seus dissenys en aquesta tècnica a fanals, reixes, baranes i portes, entre d'altres. Gaudí ocupa un lloc preeminent en la reviscolança d'aquest ofici, no solament per la varietat i inspiració dels seus dissenys, sinó també pels seus profunds coneixements sobre aquest art. Gaudí, fill d'un calderer de Riudoms, col·laborà molt estretament amb els ferrers fins al punt que va treballar personalment als seus obradors.
Aquesta porta reixada de dos batents va ésser dissenyada per Gaudí, amb la col·laboració de l'escultor Llorenç Matamala i Piñol, com a accés a la finca de la casa d'estiueig de Manuel Vicens, agent de canvi i borsa, al carrer de les Carolines de Barcelona, núms. 18-24, i constitueix la primera mostra important del protagonisme que assolirà en l'obra de Gaudí el ferro com a material ornamental.

## Descripció
Com és habitual en les creacions de Gaudí, les formes naturals constitueixen una mina de motius inèdits, i la natura esdevé l'etern i immillorable model. En aquesta reixa, Gaudí apel·la al món de la flora quotidiana local, com ara les fulles de margalló, les atzavares i els clavells de moro, executats en ferro colat.
La reixa estava col·locada a l'entrada principal de la casa, al carrer de Sant Gervasi (actualment, carrer de les Carolines). El reixat original mesurava 30 × 34,50 m i cada marc tenia unes mesures de 0,49 × 0,49 × 0,12 cm. El disseny de la reixa va ser delineat per Gaudí en el plànol de la façana que es conserva a l'Arxiu Històric de Catalunya,
 signat per Gaudí i Vicens el 15 de gener de 1883. Sobre aquest disseny, l'escultor Llorenç Matamala va realitzar un motlle en guix, que posteriorment va fondre en ferro el forjador Joan Oñós. Segons el dibuix de Gaudí, cada fulla havia d'estar col·locada en diagonal, però finalment es van col·locar de forma horitzontal, alternant una alineació esquerra amb una altra dreta.
Després de l'ampliació de la finca el 1925, el mur de pedra que la tancava va ser substituït per noves seccions del reixat de margalló, que circumdaven llavors tot el perímetre. No obstant això, després de la urbanització de parts del jardí, diverses seccions del reixat van ser desmuntades. Algunes van ser recol·locades a la porta d'accés al parc Güell i a la casa Larrard —llar d'Eusebi Güell— del mateix parc (actual Col·legi Baldiri Reixac), mentre que altres es conserven a la Casa Museu Gaudí.